# Carlos García García
Carlos García García (Durango, 13 d'agost de 1970) és un exfutbolista basc, que jugava com a migcampista.
Després de destacar a la Cultural de Durango i al Sestao Sport, el 1991 fitxa pel filial de l'Athletic Club, per debutar a l'any següent amb el primer equip, en partit contra el Cadis CF.
Al conjunt de San Mamés va romandre entre 1992 i la seua retirada el 2003, tret de la cessió al CA Osasuna la temporada 94/95. En tot aquest temps, Carlos García va alternar temporades de titular amb altres en què la seua aportació seria més ocasional. Destaca els 38 partits de la temporada 95/96, els 34 de la temporada 97/98 o els 32 de la temporada 01/02. També disputaria la Copa d'Europa amb els bascos.
En total, el migcampista va sumar 226 partits i 21 gols en la màxima categoria.